# Stanisław Grochowiak
Stanisław Antoni Grochowiak (* 24. Januar 1934 in Leszno; † 2. September 1976 in Warschau) war ein polnischer Dichter, Dramatiker, Publizist, Hörspiel- und Drehbuchautor.

## Leben
Nach dem Krieg kehrte Grochowiak nach Leszno zurück, wo er Grundschule und Gymnasium besuchte. Nach dem Abitur begann er ein Studium der polnischen Philologie in Poznań, das er nach einigen Wochen abbrach. Danach ließ er sich in Wrocław nieder, wo er für die „Wrocławskim Tygodniku Katolickim“ (dt. „Breslauer Katholische Wochenzeitung“) arbeitete. Er zog 1955 nach Warschau und wohnte im Stadtteil Praga-Północ in der Stalowa-Straße 2. Zunächst arbeitete er im Verlagsinstitut Pax, dann in der Redaktion verschiedener Wochenzeitschriften.
Er gehörte zur so genannten „Współczesność“-Generation (Generation der Moderne). 1951 debütierte er mit den Gedichten Ave Maryja und Notuję deszcz (dt. Ich bemerke den Regen), die er in der Zeitschrift „W oczach młodych“ (dt. „In den Augen der Jungen“) veröffentlichte. Im Jahr 1956 veröffentlichte er die Ballada rycerska (dt. Die Ballade des Ritters), sein erstes vollständiges Werk, das zu den interessantesten Debüts nach dem Ende des Stalinismus gezählt wird und von den Kritikern gut aufgenommen wurde. Noch im selben Jahr veröffentlichte er seinen ersten Roman, Plebania z magnoliami (dt. Pfarrhaus mit Magnolien). 1959 veröffentlichte er in der Zeitschrift „Współczesność“ (dt. „Moderne“) einen Artikel mit dem Titel Karabela zostanie na loftu (dt. Der Säbel bleibt auf dem Dachboden), der einen Angriff auf die Bildungsideale seiner Jugend als „Aufrührer, Verschwörer und Lanzenträger“ darstellte. Sein Debüt als Dramatiker gab er 1961. Im Alter von dreißig Jahren hörte Stanisław Grochowiak auf, Prosa zu schreiben.

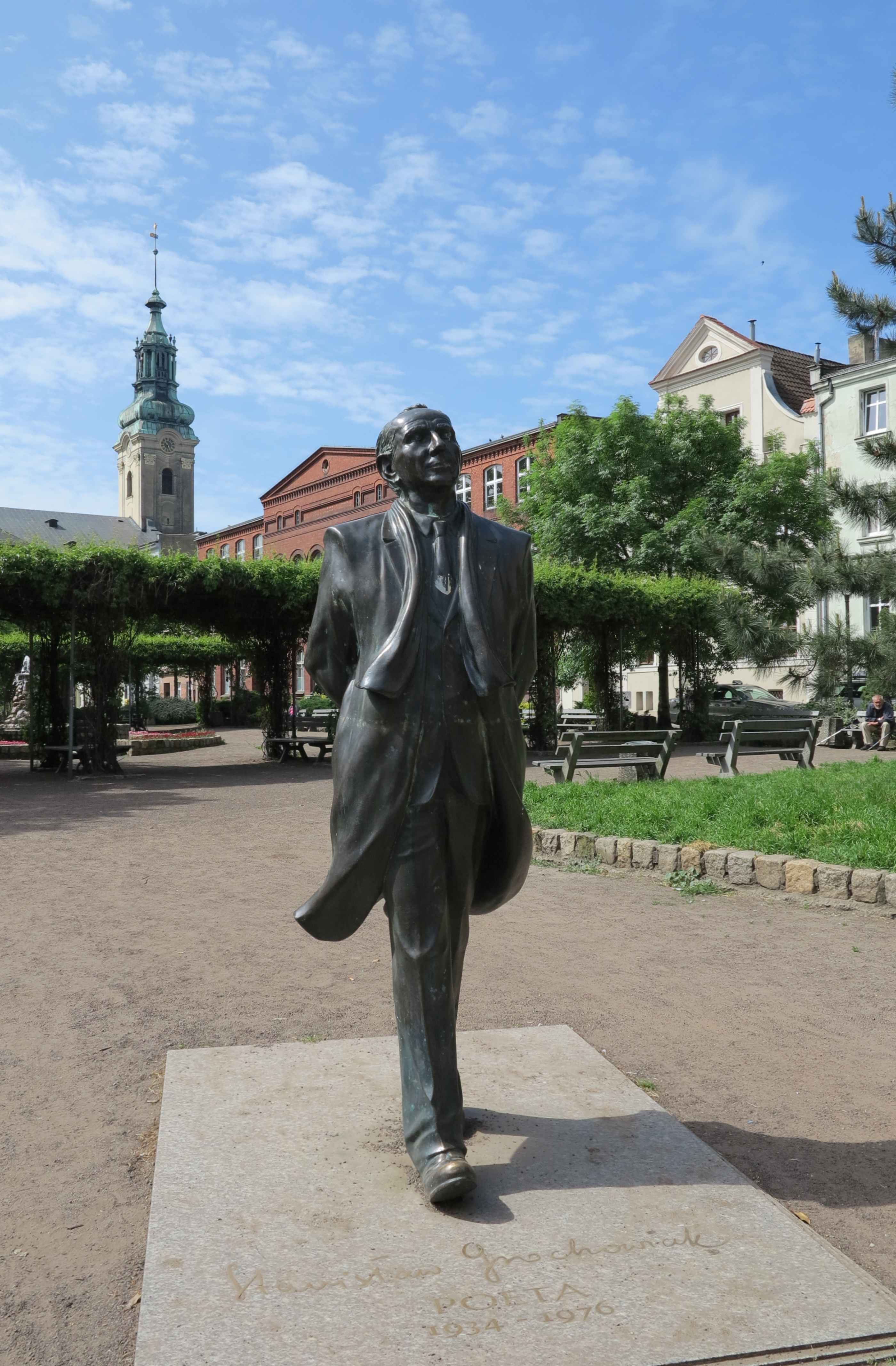
Denkmal für Stanisław Grochowiak in seiner Geburtsstadt

Er starb an den Folgen seiner Alkoholkrankheit und ist auf dem Friedhof Powązki in Warschau begraben.  

## Werk

### Lyrik
Grochowiak ist in die polnische Nachkriegsdichtung als ein Künstler eingegangen, der nach neuen poetischen Ausdrucksformen suchte und sich gegen die traditionelle Interpretation von „Schönheit“ wandte. Er ist Teil der turpistischen Strömung und gilt als deren Mitbegründer – das Gedicht Płonąca girafa (dt. Flammende Giraffe) ist ein programmatisches Beispiel. In der späteren Periode seines Schaffens neigt er zum Klassizismus und zur Zustimmung zu den Regeln des Alltags (die Rebellion vergeht nicht, die Rebellion setzt sich durch).
Bemerkenswert ist die besondere Sensibilität für Farben, die in seinem Werk nie zufällig erscheinen. Zum Beispiel symbolisiert Schwarz den Tod oder die Trauer, Grün die Verwesung des Körpers, Blau die unendlichen Weiten und den Himmel, Rot die Aktivität und das Leben.

### Prosa
Grochowiaks Prosawerk zeichnet sich durch große Vielfalt aus. Sein erster Roman, Plebania z magnoliami, wurde zwar im Jahr des Tauwetters veröffentlicht, war aber nicht frei von den Charakteristika eines so genannten „Powieść produkcyjna“ (dt. Produktionsroman), das heißt, der Poetik des sozialistischen Realismus entsprechend. Er erzählt die Geschichte des Klassenkampfes auf dem Lande in den wiedergewonnenen Gebieten; im Mittelpunkt des Konflikts zwischen reichen Kulaken und idealistischen Kommunisten steht ein Geistlicher, Pfarrer Gregor.
Der Kurzgeschichtenband Lamentnice erinnert hauptsächlich an die Prosa von Marek Hłasko. Seine Helden sind vor allem Künstler oder rastlose Seelen, die in der engen Welt des provinziellen oder normalen Lebens gefangen sind und versuchen, die Barriere zu durchbrechen, die sie von der Außenwelt trennt.
In Karabiny (dt. Gewehre) kehrt Grochowiak zur Figur des Priesters zurück, diesmal als Mann ohne Glauben, der durch den Krieg zerstört ist, und beim Bischof Zuflucht sucht. Der Roman zeigt deutliche Züge des Existenzialismus, da die Protagonisten nicht in der Lage sind, ihren Platz in der Welt zu finden. Sie sind in ihre eigenen Obsessionen und Ängste vertieft und vom Tod "infiziert".
Trismus ist ein Versuch, die Zeit des Krieges aus der Perspektive des Feindes, das heißt aus Sicht der Deutschen, zu betrachten. Das Buch erzählt die Geschichte eines Lagerverwalters, dessen junge Frau, die anfangs von dem starken Charakter des Protagonisten begeistert ist, allmählich den Glauben an die Richtigkeit der Nazi-Ideologie und die Legitimität der Existenz des Lagers verliert.

## Schriften (Auswahl)

### Lyrik
- Ballada rycerska (1956)
- Menuet z pogrzebaczem (1958)
- Rozbieranie do snu (1959)
- Agresty (1963)
- Kanon (1965)
- Totentanz in Polen (1969) poemat
- Nie było lata (1969)
- Polowanie na cietrzewie (1972)
- Bilard (1975)
- Haiku-Images (1978)
- Allende (1974) poemat
- Wiersze nieznane i rozproszone (1996)
- Wiersze dla dzieci (2017)
- Wiersze zebrane (2017)

### Erzählungen
- Lamentnice (1958)
- Prozy (1996) – enthält unveröffentlichte Prosawerke sowie einen Roman, Trismus, und Kurzgeschichten aus der Sammlung Lamentnice

### Romane
- Plebania z magnoliami (1956)
- Trismus (1958)
- Karabiny (1965)

### Dramen
- Szachy (1961)
- Partita na instrument drewniany (1962)
- Król IV (1963)
- Chłopcy (1964)

### Märchen
- Żyjątko Biedajstwo i Ci inni (2009)

## Hörspiele in Deutschland
- 1969: Der Mond – Regie: Heinz Schimmelpfennig (Original-Hörspiel, Kurzhörspiel – HR)
- 1972: Die Launen des Lazarus – Regie: Gert Westphal (Hörspiel – RIAS Berlin)